# Битка при Минголсхайм
Битката при Минголсхайм (Mingolsheim) е част от първия (Чешко-пфалцкия) период на Тридесетгодишната война. На 27 април 1622 г. на около 30 км южно от Хайделберг, близо до вливането на река Некар в Рейн, се срещат армиите на протестантския военачалник Мансфелд (18 000 души) и католическия генерал фон Тили (12 000 души).

## Предистория
Това се случва във време, когато католиците са в настъпление – година и половина по-рано те са смазали чешкото въстание, завзели са повечето крепости на Фридрих V в Пфалц.
От началото на 1622 г. в района на Вестфалия действат три протестантски армии – на Мансфелд, на Георг-Фридрих, маркграф на Баден, и на Кристиан, херцог на Брауншвайг. Срещу тях има две армии на католиците – едната е испанска, начело с генерал Кордоба, другата е имперска, начело с Тили. Протестантите изглеждат далеч по-силни, но военачалниците нямат опит, а войниците – дисциплина и боен дух. Битката при Минголсхайм в този контекст е единствената победа на протестантите.

## Ход на битката
В сложна игра съюзниците се опитват да се обединят и да попречат на враговете си да направят същото. След кратко и равностойно сражение при Вислох Тили преследва протестантите. Няколко дни по-късно той напада ариергарда на Мансфелд и има известен успех, но когато се сблъсква с основните му сили, е принуден да отстъпи. Дава 3000 жертви и цялата си артилерия. Разбрал, че не може да победи, той се оттегля, избягва несръчните опити на Мансфелд да го въвлече в ново сражение и в началото на май се прехвърля през Рейн, за да се срещне с испанците. Превъзхождащите му тактически умения спасяват останките от армията му от още по-голям разгром.

## Резултат
Победата на Мансфелд при Минголсхайм остава епизодичен успех за каузата на Фридрих V и протестантите и е плод по-скоро на случайности. В последвалите седмици католиците побеждават Георг-Фридрих и Кристиан и получават надмощие. До края на 1623 г. те ликвидират всякаква съпротива във Вестфалия.